# Acanella robusta
Acanella robusta är en korallart som beskrevs av Thomson och Henderson 1906. Acanella robusta ingår i släktet Acanella och familjen Isididae.
Artens utbredningsområde är Indiska oceanen. Inga underarter finns listade i Catalogue of Life.